# Észak-amerikai Labdarúgó-szövetségek Konföderációja
Az Észak-amerikai Labdarúgó-szövetségek Konföderációja (angol nyelven: North American Football Confederation, röviden: NAFC) 1961-ig, a Közép-amerikai és Karibi Labdarúgó-szövetségek Konföderációjával létrejött fúzióig (CONCACAF) az észak-amerikai labdarúgás irányító szervezete volt.
1990-ben a NAFC rövid időre újjáéledt, hogy a 20 éve szünetelő kontinensviadal mintájára meghatározza az 1990-es évek legjobb észak-amerikai labdarúgó-válogatottját. Az 1991-ben útjára indult CONCACAF-aranykupa szakította meg a sorozatot.

## Tagországok
- Kanada
- Kuba
- Mexikó
- Egyesült Államok

## NAFC-bajnokság
A NAFC szervezésében összesen négy tornát rendeztek. A győztesek listája a következő:
- 1947 -  Mexikó
- 1949 -  Mexikó
- 1990 -  Kanada
- 1991 -  Mexikó

## Referencia
- NAFC-, CCCF- és CONCACAF-bajnokságok

## Lásd még
- CONCACAF
- UNCAF
- CFU
- CCCF